# Tony Menzel
Tony Menzel (* 6. März 2005 in Dresden) ist ein deutscher Fußballspieler.

## Karriere
Er begann mit dem Fußballspielen bei Dynamo Dresden und durchlief dort alle Jugendmannschaften. Für seinen Verein kam er zu 13 Spielen in der B-Junioren-Bundesliga und 29 Spielen in der A-Junioren-Bundesliga, bei denen ihm insgesamt neun Tore gelangen. Im Sommer 2023 unterschrieb er bei seinem Verein seinen ersten Profivertrag und kam auch zu seinem ersten Einsatz im Profibereich in der 3. Liga, als er am 1. Oktober 2023, dem 8. Spieltag, bei der 1:3-Auswärtsniederlage gegen Rot-Weiss Essen in der 90. Spielminute für Niklas Hauptmann eingewechselt wurde. Im Laufe der Saison kam er zu insgesamt vier Einsätzen in der Liga sowie drei weiteren im Sachsenpokal, den er mit der Mannschaft gewinnen konnte. In der folgenden Spielzeit 2024/25 kam er in der Drittligamannschaft regelmäßig zum Einsatz und bestritt insgesamt 30 Ligaspiele, davon 17 von Beginn an. Am Saisonende erreichte er mit den Dresdnern als Tabellenzweiter den Aufstieg in die 2. Bundesliga.

## Erfolge
- Aufstieg in die 2. Bundesliga: 2025
- Sachsenpokalsieger: 2024